# All-Ireland Senior Hurling Championship 1888
L'All-Ireland Senior Football Championship 1888 fu l'edizione numero 2 del principale torneo di hurling irlandese. Nonostante furono per la prima volta disputati i tornei provinciali, tranne che nel Connacht e nell'Ulster, il torneo non fu concluso, in quanto la GAA si trasferì in America per un tour che portasse fondi per fare ripartire i Giochi di Tailteann.

## Results

### Leinster Senior Hurling Championship
| Semifinale | Laois | 0-2 – 1-2 | Kilkenny |  |

| Semifinale | Dublin | 3-6 – 0-2 | Kildare |  |

| Finale | Kilkenny | 0-7 – 0-3 | Dublin |  |

### Munster Senior Hurling Championship
| Quarto di finale | Cork | 0-0 – 2-1 | Tipperary | Buttevant |

| Quarto di finale replay | Cork | – | Tipperary | Buttevant |

| Semifinale | Clare | – | Limerick |  |

| Dungarvan Semifinale | Waterford | 0-0 – 2-8 | Cork | Fraher Field |

| Cork Finale | Cork | – | Clare | Cork Park |

- Tipperary aveva battuto Cork nel quarto provinciale, ma i campioni della contea giallo-blu, i Clonulty, avevano schierato giocatori di altri club, fatto non permesso. Fu ordinato un replay da disputare nella città di Cork, ma Clonulty si rifiutò, dicendo che avrebbe giocato solo a Kilmallock. La squadra fu pertanto squalificata.
- Clare si rifiutò di andare a giocare a Cork, pertanto la squadra della contea della città stessa ottenne il titolo a tavolino.

### All-Ireland Senior Hurling Championship
| Finale | Kilkenny | – | Cork |  |